# Heinzelin von Konstanz
Heinzelin von Konstanz (auch: Heinzelein von Konstanz oder Heinzelin von Constanz; * im 13. Jahrhundert; † 1. Hälfte 14. Jahrhundert) war ein Dichter am Ende des 13. Jahrhunderts.

## Leben
Heinzelin war Küchenmeister des auch als Minnesänger bekannten Grafen Albrecht II. von Hohenberg (1235–1298). Heinzelin wurde mit seinen geistlichen und weltlichen Streitgedichten, insbesondere am Konstanzer Bischofshof bekannt.
War Heinzelin einst die Autorschaft von Der Minne Lehre (Minnelehre) zugeschrieben worden, so belegte 1935 Käthe Mertens in ihrer Monographie zur Minnelehre per Urkundenforschung die Existenz des in nur einer Handschrift genannten Johann von Konstanz und führte weitere Thesen zur Verfasserfrage an. Heute gilt als gesichert, dass Heinzelin von Konstanz und Johann von Konstanz nicht identisch sind.
Die beiden Texte, die Heinzelin nach wie vor zugeschrieben werden können, gehören der Gattung der Streitgespräche an: Von dem Ritter und von dem Pfaffen behandelt die Vorzüge der beiden genannten Stände, die durch ihre Vertreter ans Licht gesetzt werden; das Gedicht Von den zwein Sanct Joansen stellt in Form einer Vision den Rangstreit zwischen dem Täufer und dem Evangelisten Johannes dar.
Fälschlicherweise hat Pfeiffer die Minnelehre gemeinsam mit den beiden Streitgesprächen herausgebracht, es ist dies aber die jüngste Ausgabe der zwei Texte Heinzelins: Heinzelein von Konstanz (Leipzig 1852).

## Schriften
- Von den zwein Sanct Johansen, um 1320/40[4][5]
- Von dem Ritter und von dem Pfaffen, um 1320/40[6][5]
- Die sechs Farben[7]
- Lob der ritterlichen Minne[7]